# Saleby landskommun
Saleby landskommun var en tidigare kommun i dåvarande Skaraborgs län.

## Administrativ historik
När kommunbegreppet infördes i samband med att 1862 års kommunalförordningar trädde i kraft inrättades över hela landet cirka 2 400 landskommuner.
I Saleby socken i Skånings härad i Västergötland inrättades denna kommun.
Vid kommunreformen 1952 bildade den storkommun tillsammans med landskommunerna Härjevad och Trässberg.
Den 1 januari 1969 upplöstes den och dess område fördes till Lidköpings stad som sedan 1971 blev Lidköpings kommun.
Kommunkoden 1952-1968 var 1617.

### Kyrklig tillhörighet
I kyrkligt hänseende tillhörde kommunen Saleby församling. Den 1 januari 1952 tillkom Härjevads församling och Trässbergs församling.

## Geografi
Saleby landskommun omfattade den 1 januari 1952 en areal av 70,09 km², varav 69,23 km² land.

### Tätorter i kommunen 1960
I Saleby landskommun fanns tätorten Saleby, som hade 212 invånare den 1 november 1960. Tätortsgraden i kommunen var då 12,9 procent.

## Politik

### Mandatfördelning i valen 1942-1966
| 3 | 6 | 1 | 5 |

| 15 |

| 1 | 8 | 1 | 5 |

| 15 |

| 17 | 5 | 8 |

| 28 |

| 4 | 15 | 4 | 7 |

| 27 |

| 3 | 15 | 3 | 9 |

| 27 |

| 4 | 15 | 3 | 8 |

| 26 |

| 3 | 16 | 2 | 9 |

| 24 | 6 |